# Rhyssa lineolata
Rhyssa lineolata là một loài tò vò trong họ Ichneumonidae.